# Basketball Löwen Erfurt
Die Basketball Löwen Erfurt (seit April 2023 wegen einer Werbevereinbarung CATL Basketball Löwen) sind eine Basketballmannschaft aus Erfurt. Betreiber der Mannschaft ist die XXL Baskets GmbH.

## Geschichte
Nach dem Bundesliga-Abstieg im Jahr 2018 zog sich die in Erfurt spielende Mannschaft der Rockets aus dem Profibereich zurück. Marc Reimschüssel (Vorstandsmitglied beim BC Erfurt), Michael Bätz und Christian Staufenbiel sowie die zuvor bei den Rockets tätigen Wolfgang Heyder und Florian Gut gründeten daraufhin die XXL Baskets GmbH, um den Profibasketball in der Stadt Erfurt zu halten. Gut übernahm das Traineramt. Bei der Tagung der 2. Basketball-Bundesliga im Juni 2018 erhielt die XXL Baskets GmbH das Teilnahmerecht für die Saison 2018/19 in der 2. Bundesliga ProB zugesprochen, nachdem die Erfurter Verantwortlichen zuvor eine Einigung mit den Artland Dragons über eine Teilnahmerechtsübertragung trafen, die wiederum die Lizenz der Rockets in der 2. Bundesliga ProA übernommen hatten.
Im Juni 2018 wurde der Arbeitstitel XXL Baskets Erfurt in den Mannschaftsnamen Basketball Löwen Erfurt geändert. Ein Großteil der Mannschaft, die mit den Rockets II unter Trainer Gut den Meistertitel in der 1. Regionalliga Südost gewonnen hatte, schloss sich den Löwen an, aus dem ehemaligen Bundesliga-Kader kam David Taylor hinzu. In ihrem Premierenspieljahr 2018/19 erreichten die Löwen als Tabellenachter der Südstaffel das Playoff-Achtelfinale der ProB und schieden dort gegen die WWU Baskets Münster, den Ersten der Nordstaffel, aus. Die wegen der Ausbreitung des Coronavirus SARS-CoV-2 Mitte März 2020 vorzeitig beendete Saison 2019/20 schloss die Mannschaft mit drei Siegen und 19 Niederlagen als Tabellenletzter der ProB-Südstaffel ab. Seitens der Liga wurde jedoch entschieden, dass es aufgrund der verkürzten Saison keine Absteiger geben würde.
Im August 2020 wurde der ehemalige lettische Nationalspieler Uvis Helmanis als neuer Trainer eingestellt. Vorgänger Gut blieb Sportdirektor. In der Saison 2021/22 erreichten die Erfurter unter Helmanis mit 14 Siegen aus 22 Hauptrundenspielen (dritter Tabellenplatz) das bislang beste Ergebnis der Vereinsgeschichte. Im folgenden Achtelfinale folgte das Ausscheiden. Anschließend kam es zur Trennung vom lettischen Trainer, da die seitens Helmanis und der Mannschaftsführung bestehenden Vorstellungen der weiteren Entwicklung nicht übereinstimmten. Amtsnachfolger wurde Enrico Kufuor.
Im April 2023 wurde der Mannschaftsname in Folge einer Werbevereinbarung mit dem Unternehmen CATL in CATL Basketball Löwen geändert. Im Mai 2023 standen die Erfurt erstmals im ProB-Viertelfinale, das sie mit 1:2-Siegen gegen Koblenz verloren.
Kufuors Amtszeit als Trainer endete 2024. Nachfolger wurde Florian Gut, der die Aufgabe zusätzlich zu seiner Tätigkeit als Sportdirektor übernahm. Gleichzeitig wurde eine sportliche Neuaufstellung mit einer verstärkten Einbindung von Nachwuchsspielern aus der eigenen Jugend verkündet. Auch in der Geschäftsführung gab es eine Veränderung: Matthias Herzog schied nach fünfjähriger Tätigkeit als Geschäftsführer der Betreibergesellschaft der Erfurter Mannschaft aus.

## Kader
| Spieler | Spieler            | Spieler            | Spieler    | Spieler | Spieler | Spieler                   |
| Nr.     | Nat.               | Name               | Geburt     | Größe   | Info    | Letzter Verein            |
| ------- | ------------------ | ------------------ | ---------- | ------- | ------- | ------------------------- |
|         |                    | Guards (PG, SG)    |            |         |         |                           |
| 0       | Vereinigte Staaten | Tyseem Lamel Lyles | 14.07.1992 | 1,85    |         | PS Karlsruhe Lions        |
| 3       | Deutschland        | Leo Döring         | 27.06.2001 | 1,78    |         | Uni Baskets Paderborn     |
| 4       | Deutschland        | Fidelius Kraus     | 16.01.2004 | 1,90    | DL      | BiG Rockets Gotha         |
| 8       | Deutschland        | Musa Abra          | 20.09.2006 | 1,85    | DL      | BC Erfurt                 |
| 16      | Deutschland        | Lenni Kunzewitsch  | 06.03.2005 | 2,05    | DL      | BiG Rockets Gotha         |
| 45      | Deutschland        | Jordan Zimmermann  | 08.11.2004 | 1,86    | DL      | Rheinstars Köln           |
| 33      | Deutschland        | Jan Heber          | 14.11.1998 | 1,86    | (C)     | Science City Jena         |
|         |                    | Forwards (SF, PF)  |            |         |         |                           |
| 5       | /                  | Guy Landry Edi     | 26.12.1988 | 1,98    |         | Þór Akureyri              |
| 6       | Deutschland        | Lorenz Schiller    | 05.04.2000 | 2,01    |         | BiG Rockets Gotha         |
| 9       | /                  | Dominykas Pleta    | 06.10.2004 | 2,02    | DL      | BiG Rockets Gotha         |
| 10      | Deutschland        | Miles Osei         | 31.03.2002 | 1,96    |         | Baunach Young Pikes       |
| 13      | Deutschland        | Friedrich Radefeld | 16.08.2004 | 2,01    | DL      | BC Erfurt                 |
|         |                    | Center (C)         |            |         |         |                           |
| 14      | Bulgarien          | Mladen Georgiev    | 10.01.2003 | 2,07    | DL      | BC Beroe                  |
| 17      | Deutschland        | Noah Kamdem        | 04.05.1998 | 1,98    |         | Fraport Skyliners Juniors |

| Trainer     | Trainer         | Trainer          |
| Nat.        | Name            | Position         |
| ----------- | --------------- | ---------------- |
| Lettland    | Uvis Helmanis   | Cheftrainer      |
| Deutschland | Andreas Fischer | Trainerassistent |

| Legende                | Legende              |
| Abk.                   | Bedeutung            |
| ---------------------- | -------------------- |
| (C)                    | Mannschaftskapitän   |
| DL                     | Doppellizenz         |
| AS                     | ausgeliehene Spieler |
| Quellen                |                      |
| Teamhomepage           |                      |
| Ligahomepage           |                      |
| Stand: 10. Januar 2022 |                      |

| Legende                | Legende              |
| Abk.                   | Bedeutung            |
| ---------------------- | -------------------- |
| (C)                    | Mannschaftskapitän   |
| DL                     | Doppellizenz         |
| AS                     | ausgeliehene Spieler |
| Quellen                |                      |
| Teamhomepage           |                      |
| Ligahomepage           |                      |
| Stand: 10. Januar 2022 |                      |

### Wechsel zur Saison 2021/2022
Zugänge:
- Guy Landry Edi (Þór Akureyri )
- Friedrich Radefeld (BC Erfurt )
- Leo Döring (Uni Baskets Paderborn )
- Mladen Georgiev (BC Beroe )
- Niklas Bilski (Fraport Skyliners Juniors Frankfurt )
- Noah Kamdem (Fraport Skyliners Juniors Frankfurt )
- Otto Farenhorsts (DSK Rīga )
- Tyseem Lyles (PS Karlsruhe Lions )

Abgänge (vor Beginn der Saison 2021/2022):
- Jonathan Arnold (TuS Makkabi Frankfurt )
- Jonas Enders (BiG Rockets Gotha )
- Juan Manuel Barga-Pezzarini (Hertener Löwen )
- Leo Saffer (EPG Baskets Koblenz )
- Mark Mboya Kotieno (Dragons Rhöndorf )
- Ricky Price Jr. (BC Rustavi  / Astros de Jalisco )
- Robert Merz (Bayer Giants Leverkusen )
- Rowell Anton Graham-Bell (Plymouth City Patriots )
- Sven Belzer (BC Erfurt )
- Tobias Bode (BC Erfurt )

## Trainer
| Amtszeit  | Name          |
| --------- | ------------- |
| 2018–2020 | Florian Gut   |
| 2020–2022 | Uvis Helmanis |
| 2022–2024 | Enrico Kufuor |
| seit 2024 | Florian Gut   |